# Anchor (nhãn hiệu)
Anchor là một nhãn hiệu sữa được thành lập tại New Zealand vào năm 1886, và là một trong những thương hiệu chính thuộc sở hữu của nhà xuất khẩu quốc tế có trụ sở tại New Zealand, Fonterra. Ở Malaysia, Singapore và Đài Loan, Fonterra sử dụng thương hiệu Fernleaf thay vì Anchor.

## Ở New Zealand
Trong lịch sử, nhãn hiệu sản phẩm sữa Anchor ở New Zealand thuộc sở hữu của New Zealand Dairy Group, tập đoàn này đã sáp nhập với Kiwi Co Operative vào năm 2001 để tạo thành Fonterra.
Việc sáp nhập sẽ khiến New Zealand hầu như không có cạnh tranh trong lĩnh vực sữa nội địa, nên cần phải có luật của chính phủ để thành lập Fonterra. Một trong những yêu cầu là Fonterra phải thoái vốn khỏi thương hiệu nội địa mạnh nhất của mình, Anchor, tại thị trường New Zealand. Điều này không ảnh hưởng đến thương hiệu quốc tế. Thương hiệu đã được bán cho những gì hiện tại là Goodman Fielder.
Từ năm 2001 đến 2005, Fonterra đã phát triển một trong những nhãn hiệu sữa nhỏ hơn mà ban đầu chỉ có ở Đảo Nam của New Zealand, Meadow Fresh trở thành một nhãn hiệu toàn quốc mang lại sự cạnh tranh tốt đến thương hiệu Anchor của các sản phẩm sữa. Năm 2005, Fonterra thực hiện hoán đổi thương hiệu với Goodman Fielder ngày nay, hoán đổi Meadow Fresh cho Anchor, cho phép Fonterra một lần nữa liên kết các thương hiệu sữa trong nước và quốc tế của mình.

### Sữa Anchor
Các sản phẩm Sữa tươi của Anchor có sẵn ở New Zealand, được sản xuất và tiếp thị bởi Fonterra Brands, một bộ phận của Fonterra. Nhà máy chính chế biến sữa Anchor ở New Zealand nằm ở Takanini, Auckland.
Ngoài các loại phổ biến có tỷ lệ phần trăm chất béo sữa khác nhau, họ còn cung cấp "Anchor-Xtra", có thêm calci (được bán trên thị trường cho các bậc cha mẹ "năng động hơn") và "Mega Milk" , có thêm vitamin, cũng như thêm calci, được bán cho trẻ em. Vào năm 2013, thương hiệu Anchor đã được bán tại Trung Quốc.

### Sữa bột Anchor
Sữa bột Anchor là sản phẩm chính của Anchor có sẵn ở một số nước đang phát triển, chẳng hạn như Guyana và Ethiopia.

### Bơ Anchor và pho mát Anchor
Bơ Anchor và Pho mát Anchor được bán ở New Zealand, nhưng thương hiệu cho những sản phẩm này ở New Zealand vẫn thuộc sở hữu của một công ty con Goodman Fielder. Đối với bơ và pho mát, nhãn hiệu này không được trả lại cho Fonterra trong quá trình hoán đổi nhãn hiệu nên không phải tất cả các sản phẩm mang nhãn hiệu Anchor đều là sản phẩm của Fonterra tại New Zealand.
Tuy nhiên, giống như hầu hết các sản phẩm sữa ở New Zealand, sữa vẫn được lấy từ các nhà cung cấp của Fonterra và đối với bơ và pho mát, cũng có khả năng Fonterra đã sản xuất các sản phẩm với Goodman Fielder chỉ đơn giản là đóng gói sản phẩm.

## Bên ngoài New Zealand
Trên bình diện quốc tế, thương hiệu Anchor được sở hữu 100% bởi Fonterra Co-Op Group. Nó có sẵn (và được sản xuất) ở nhiều khu vực, bao gồm:
- Úc
- Barbados
- Trung Quốc[5]
- Chile
- Ethiopia
- Fiji
- Indonesia
- Malaysia
- Mauritius
- Trung Đông
- Thái Bình Dương
- Peru
- Philippines
- Nga
- Singapore
- Sri Lanka
- Đài Loan
- Vương quốc Liên hiệp Anh và Bắc Ireland

Ở Vương quốc Anh, bơ Anchor được nhập khẩu từ New Zealand cho đến tháng 8 năm 2012 khi Arla Foods UK, công ty được cấp phép của Anh, chuyển sản xuất sang một nhà máy địa phương tại Westbury, Wiltshire, sử dụng kem của Anh.

## Anchor Spreadable
Anchor Spreadable là một trong những sản phẩm chuyên biệt của thương hiệu. Loại phết bơ này được làm mềm bằng dầu hạt cải và phết một cách dễ dàng, nhưng tuyên bố tiếp thị về việc phết bơ trực tiếp từ tủ lạnh đã bị nghi ngờ. Một chiến dịch vào năm 2003 cho Anchor Spreadable, được tạo bởi Jonti Picking, của Weebl and Bob nổi tiếng, bao gồm các quảng cáo truyền hình về những con bò lắc lư.
Anchor Spreadable, cũng như các sản phẩm bơ khác của New Zealand, đã bị cấm nhập khẩu vào EU trong một thời gian ngắn. Điều này được đưa ra sau một khiếu nại gửi tới Ủy viên Thương mại Châu Âu, Peter Mandelson, bởi nhà kinh doanh sữa của Đức, Egenberger.